# Cruiser Mk I
Le Cruiser Mk I (A9) est un char de combat britannique de l'entre-deux-guerres. Il fut le premier char Cruiser : un char rapide destiné à passer derrière les lignes ennemies pour attaquer ses lignes de communications et les autres tanks. Le Cruiser Mk II est une version plus puissamment blindée développée à peu près au même moment.

## Conception et développement
Le Cruiser I (A9) fut conçu par Sir John Carden pour la compagnie Vickers en 1934, afin de succéder au Vickers Medium Mark II. C'est le premier tank britannique à tourelle centrale. Comme c'était encore l'époque de la Grande Dépression, on fit de nombreuses économies. Le blindage, en particulier, était faible, avec un maximum de 14 mm d'épaisseur, beaucoup de faces étaient verticales et il y avait de nombreux points vulnérables.
Le compartiment du conducteur et celui des tireurs n'étaient pas séparés. Outre l'armement de la tourelle centrale, constitué d'un canon anti-char Ordnance QF 2 pounder (40 mm) et d'une mitrailleuse coaxiale Vickers, il y avait une petite tourelle de chaque côté, chacune avec une mitrailleuse servie par un tireur, ce qui faisait un équipage de six personnes (chef de char, tireur, pourvoyeur, conducteur, 2 mitrailleurs).
Le Cruiser commença ses essais en 1936 et 125 furent commandés à l'été 1937 : 75 furent construits par Harland and Wolff et 50 par Vickers. À l'origine, on utilisa un moteur automobile Rolls-Royce, mais il se révéla insuffisant et fut remplacé par un moteur d'autobus de l'Associated Equipment Company. Le dernier exemplaire fut fabriqué en 1941.
Par la suite, le char d'infanterie Valentine utilisa le même châssis et la même suspension, mais avec un blindage beaucoup plus épais.

## Service

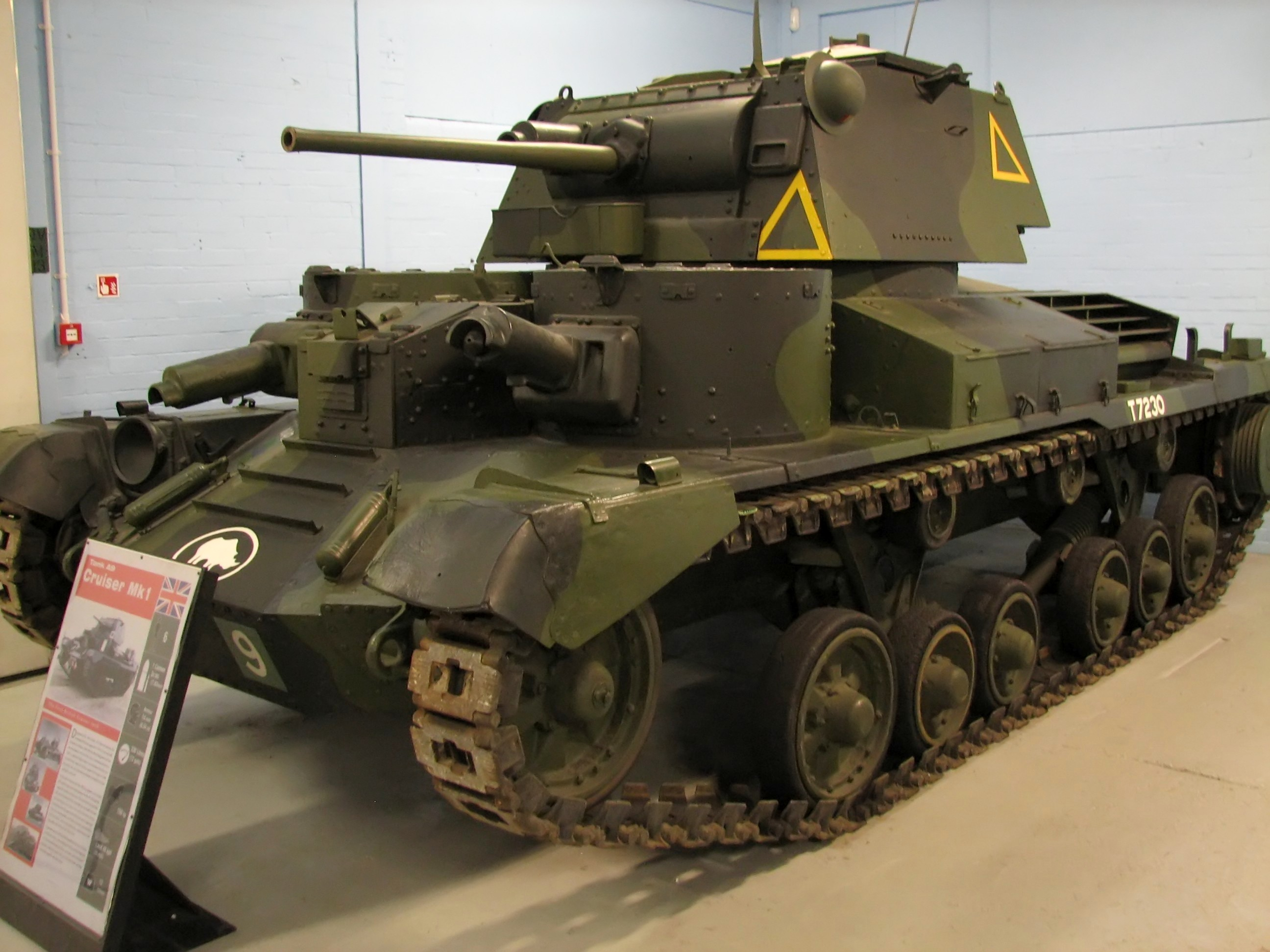
Cruiser I au Musée des blindés de Bovington (Dorset)

Le Cruiser fut utilisé en France, en Grèce et au début des combats en Afrique du Nord. Il donna globalement satisfaction ; son canon de 2 livres était efficace contre les blindés allemands du début de la guerre. Néanmoins, du fait de son blindage minimal, il était lui-même facilement détruit. Le manque d'obus brisants était aussi problématique, surtout pour la version CS de soutien rapproché.
Le manque de fiabilité était aussi préoccupant. Les chenilles, en particulier, avaient tendance à se tordre.

## Modèles
Mark I (A9)
Utilisé par la Première Division blindée britannique au cours de la bataille de France (1940), puis par la Deuxième et par la Septième division blindée en Afrique du Nord jusqu'en 1941.
Mark I CS
Ce modèle destiné au soutien rapproché (CS : Close Support) avait un obusier L15 de 3,7 pouces (94 mm) dans la tourelle. Il tirait seulement des obus fumigènes, au nombre de 40 dans le char.